# Samah Ramadan
Samah Ramadan Mohamed (arab. سماح رمضان محمد ;ur. 16 kwietnia 1978) – egipska judoczka. Dwukrotna olimpijka. Zajęła siódme miejsce w Pekinie 2008 i odpadła w eliminacjach w Atenach 2004. Walczyła w wadze ciężkiej.
Uczestniczka mistrzostw świata w 2003, 2005 i 2007. Startowała w Pucharze Świata w 1998, 1999 i 2002. Złota medalistka igrzysk afrykańskich w 2003 i 2007. Zdobyła dwanaście medali mistrzostw Afryki w latach 2001 - 2009. Wicemistrzyni igrzysk frankofońskich w 2005 roku.

## Letnie Igrzyska Olimpijskie 2004
| Konkurencja | Eliminacje                | Repasaże             | Klas. końcowa |
| Konkurencja | Przeciwnik I              | Przeciwnik I         | Miejsce       |
| ----------- | ------------------------- | -------------------- | ------------- |
| +78 kg      | Tea Donguzaszwili (RUS) P | Choi Sook-ie (KOR) P | 2 runda.      |

## Letnie Igrzyska Olimpijskie 2008
| Konkurencja | Eliminacje           | Repasaże                 | Repasaże             | Klas. końcowa |
| Konkurencja | Przeciwnik I         | Przeciwnik I             | Przeciwnik II        | Miejsce       |
| ----------- | -------------------- | ------------------------ | -------------------- | ------------- |
| +78 kg      | Idalys Ortíz (CUB) P | Janelle Shepherd (AUS) Z | Kim Na-young (KOR) P | 7.            |